# Ernest Poku
Ernest Poku (Hamburg 28 januari 2004) is een Nederlands voetballer van Ghanese afkomst die als aanvaller voor Bayer 04 Leverkusen speelt.

## Carrière
Ernest Poku speelde in de jeugd van SV Robinhood, FC Amsterdam en AZ, waar hij in 2020 een contract tot medio 2023 tekende. Hij debuteerde in het betaald voetbal voor Jong AZ op 30 april 2021, in de met 0-1 gewonnen uitwedstrijd tegen Roda JC Kerkrade. Hij kwam in de 67e minuut op het veld voor Richonell Margaret.
Op 14 augustus 2021 debuteerde hij in het eerste elftal van AZ in de uitwedstrijd tegen RKC Waalwijk. Poku speelde viel in de 79e minuut in. De eindstand van 1-0 stond toen al op het bord in het openingsduel in de Eredivisie. Na een contractverlening op 28 januari 2022 werd hij definitief overgeheveld van Jong AZ naar het eerste elftal van AZ.

### Statistieken
| Seizoen                        | Club                | Land           | Competitie     | Competitie | Competitie | Beker | Beker | Internationaal | Internationaal | Overig | Overig | Totaal | Totaal |
| Seizoen                        | Club                | Land           | Competitie     | Wed.       | Dlp.       | Wed.  | Dlp.  | Wed.           | Dlp.           | Wed.   | Dlp.   | Wed.   | Dlp.   |
| ------------------------------ | ------------------- | -------------- | -------------- | ---------- | ---------- | ----- | ----- | -------------- | -------------- | ------ | ------ | ------ | ------ |
| 2020/21                        | Jong AZ             | Nederland      | Eerste divisie | 3          | 0          | –     | –     | –              | –              | –      | –      | 3      | 0      |
| 2021/22                        | Jong AZ             | Nederland      | Eerste divisie | 22         | 2          | –     | –     | –              | –              | –      | –      | 22     | 2      |
| 2021/22                        | AZ                  | Nederland      | Eredivisie     | 4          | 0          | 0     | 0     | 2              | 0              | –      | –      | 6      | 0      |
| 2022/23                        | Jong AZ             | Nederland      | Eerste divisie | 15         | 2          | –     | –     | –              | –              | –      | –      | 15     | 2      |
| 2023/24                        | Jong AZ             | Nederland      | Eerste divisie | 17         | 12         | –     | –     | –              | –              | –      | –      | 17     | 12     |
| 2023/24                        | AZ                  | Nederland      | Eredivisie     | 21         | 1          | 2     | 1     | 6              | 0              | –      | –      | 29     | 2      |
| 2024/25                        | Jong AZ             | Nederland      | Eerste divisie | 2          | 0          | –     | –     | –              | –              | –      | –      | 2      | 0      |
| 2024/25                        | AZ                  | Nederland      | Eredivisie     | 23         | 2          | 5     | 1     | 10             | 0              | 2      | 0      | 40     | 3      |
| 2025/26                        | AZ                  | Nederland      | Eredivisie     | 1          | 0          | –     | –     | 3              | 1              | –      | –      | 4      | 1      |
| 2025/26                        | Bayer 04 Leverkusen | Duitsland      | Bundesliga     | –          | –          | –     | –     | –              | –              | –      | –      | –      | –      |
| Carrièretotaal                 | Carrièretotaal      | Carrièretotaal | Carrièretotaal | 108        | 19         | 7     | 2     | 21             | 1              | 2      | 0      | 138    | 22     |
| Bijgewerkt op 14 augustus 2025 |                     |                |                |            |            |       |       |                |                |        |        |        |        |

AZ Onder 19
In 2023 speelde Poku in de finale van de Youth League. Hij kwam twee keer tot scoren in een 5-0 gewonnen wedstrijd tegen Hajduk Split onder 19.

## Persoonlijk
Ernest Poku is een broer van Emanuel Poku.